# Moscheea Şakirin
Moscheea Şakirin este o moschee din Istanbul, Turcia. Clădirea este situată la una dintre intrările în cimitirul istoric Karacaahmet din Üsküdar⁠(d). A fost construită de Fundația Semiha Şakir în memoria lui İbrahim Şakir și a Semihei Şakir și a fost deschis pe 7 mai 2009. Potrivit rapoartelor ziarelor, este cea mai neutră moschee din punct de vedere al emisiilor de carbon din Turcia.

## Istorie
Arhitectul moscheii a fost Hüsrev Tayla, cunoscut pentru munca sa la Moscheea Kocatepe din Ankara și pentru munca sa de conservare arhitecturală. Designerul său de interior a fost Zeynep Fadıllıoğlu⁠(d), o strănepoată a lui Semiha Şakir, și, de asemenea, potrivit rapoartelor ziarelor, prima femeie designer de interior al unei moschei, precum și prima femeie care a proiectat o moschee în Turcia modernă.
Construcția moscheii a durat patru ani. Are o suprafață de 10.000 de metri pătrați. Are două minarete, fiecare de 35 de metri înălțime, și o cupolă din compozit de aluminiu. Caligrafia de pe interiorul cupolei a fost scrisă de Semih İrteş. Ferestrele mari de pe trei laturi ale sălii de rugăciune au fost proiectate de Orhan Koçan. Minbarul este acrilic și a fost proiectat de Tayfun Erdoğmuş. Motivele decorative sunt derivate din arta selgiucidă. Candelabrul mare, asimetric, are globuri de sticlă în formă de picătură de apă, realizate de Nahide Büyükkaymakçı, „reflectând o rugăciune ca lumina lui Allah să cadă asupra credincioșilor ca ploaia”, iar secțiunea pentru femei este concepută special pentru a permite o vedere clară a candelabrului. Fântâna din curte a fost proiectată de William Pye. Moscheea este construită peste un garaj și include și o zonă de expoziție. Se crede că arhitecta moscheii este prima femeie care a proiectat o moschee în timpurile moderne. 

## Galerie de imagini

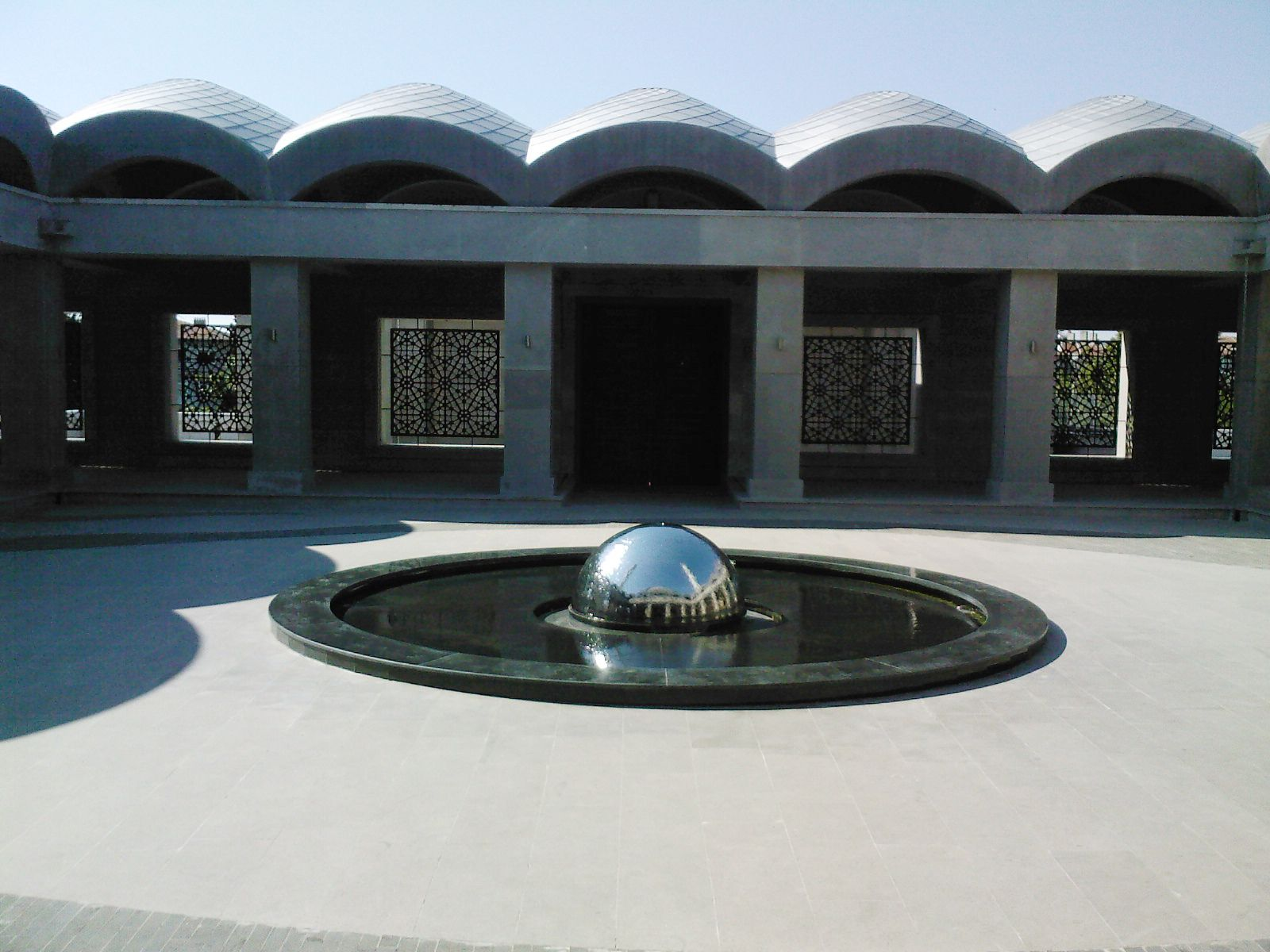
Curtea moscheii (Sahn)
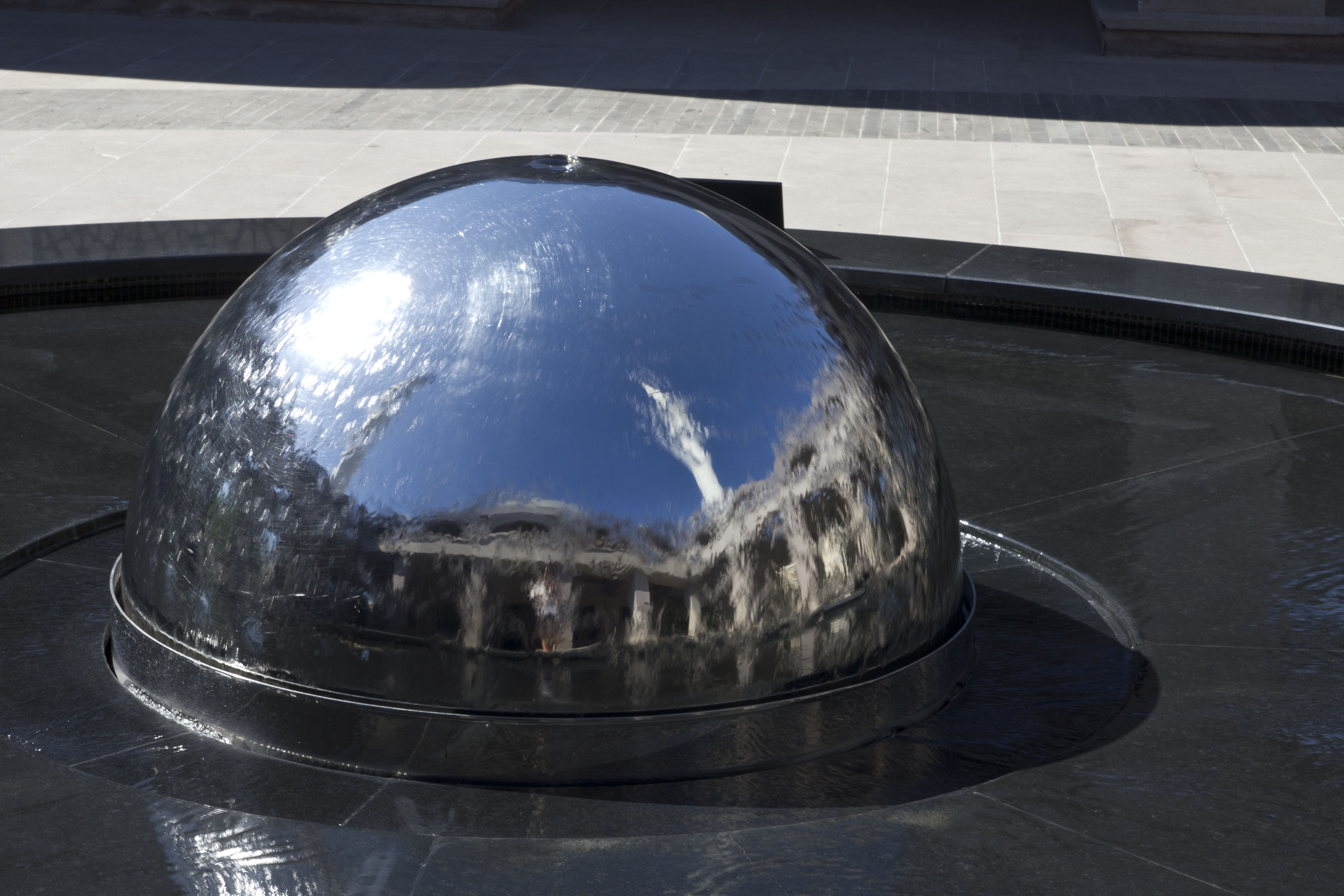
Fântână
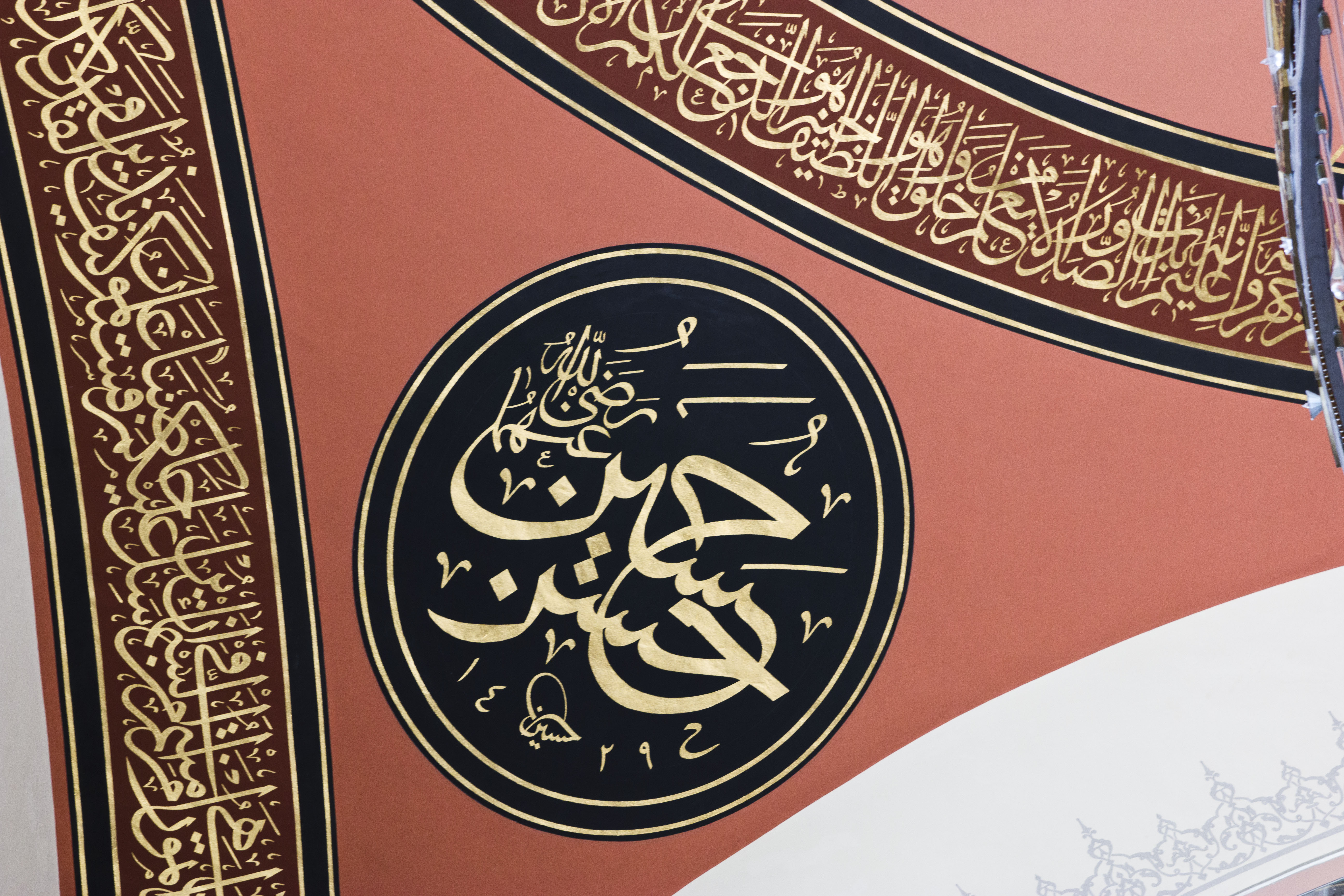
O parte din dom a fost scrisă pe ea în caligrafie (arabă)
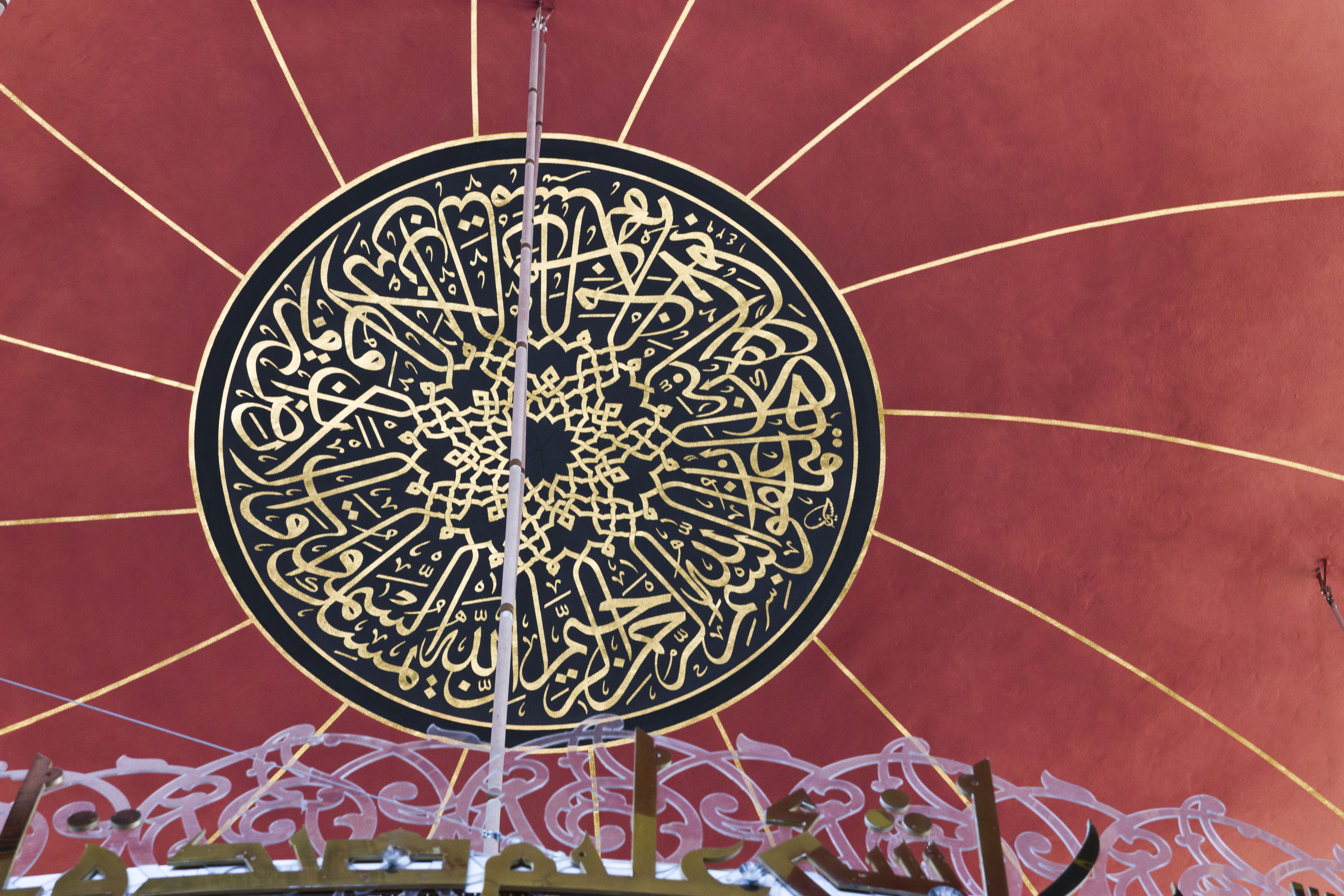
Domul din interior
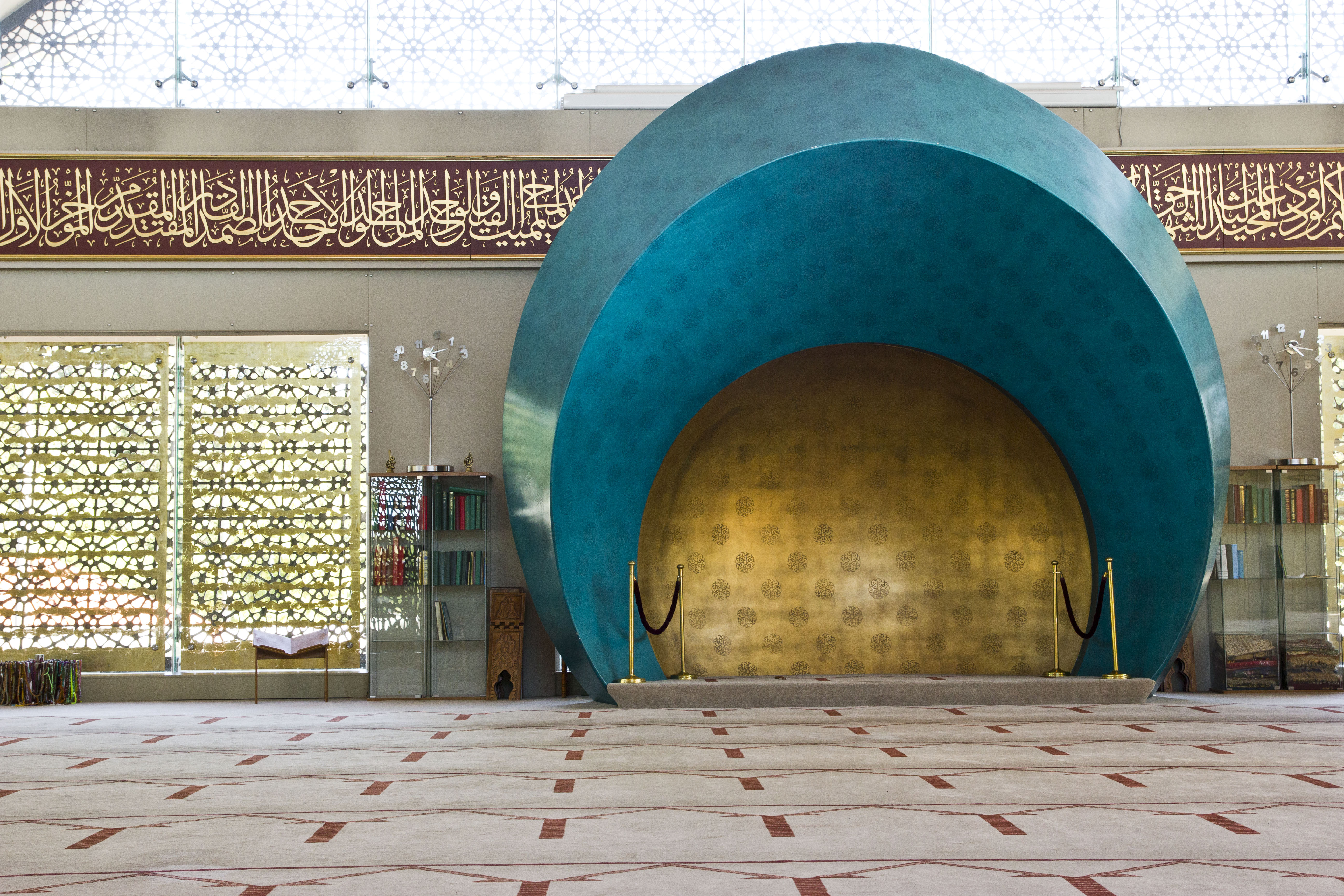
Mihrabul
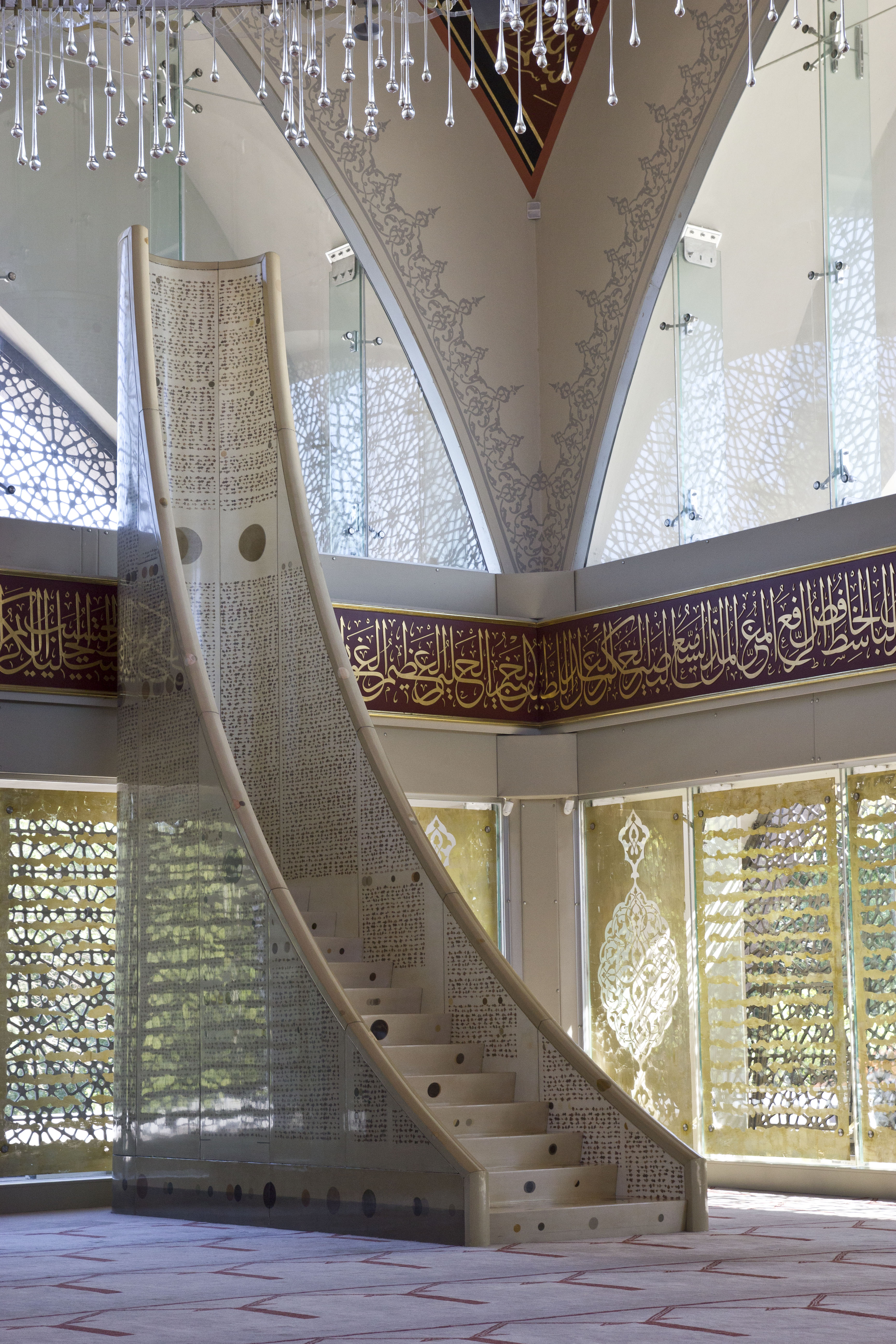
Amvonul
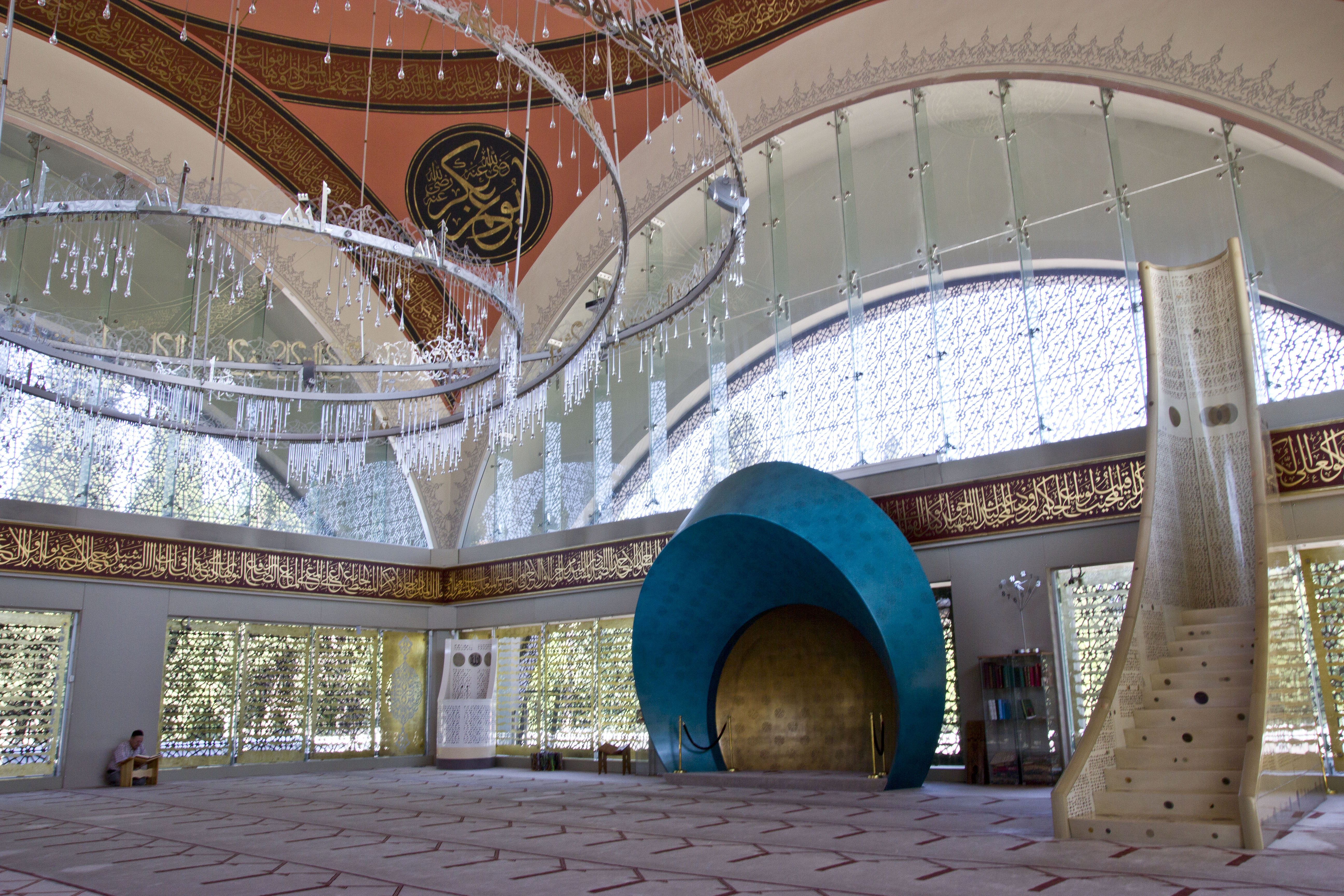
Amvonul, mihrabul și pereții de sticlă, pe care au fost scrise versete din Coran folosind tehnologia de aurire
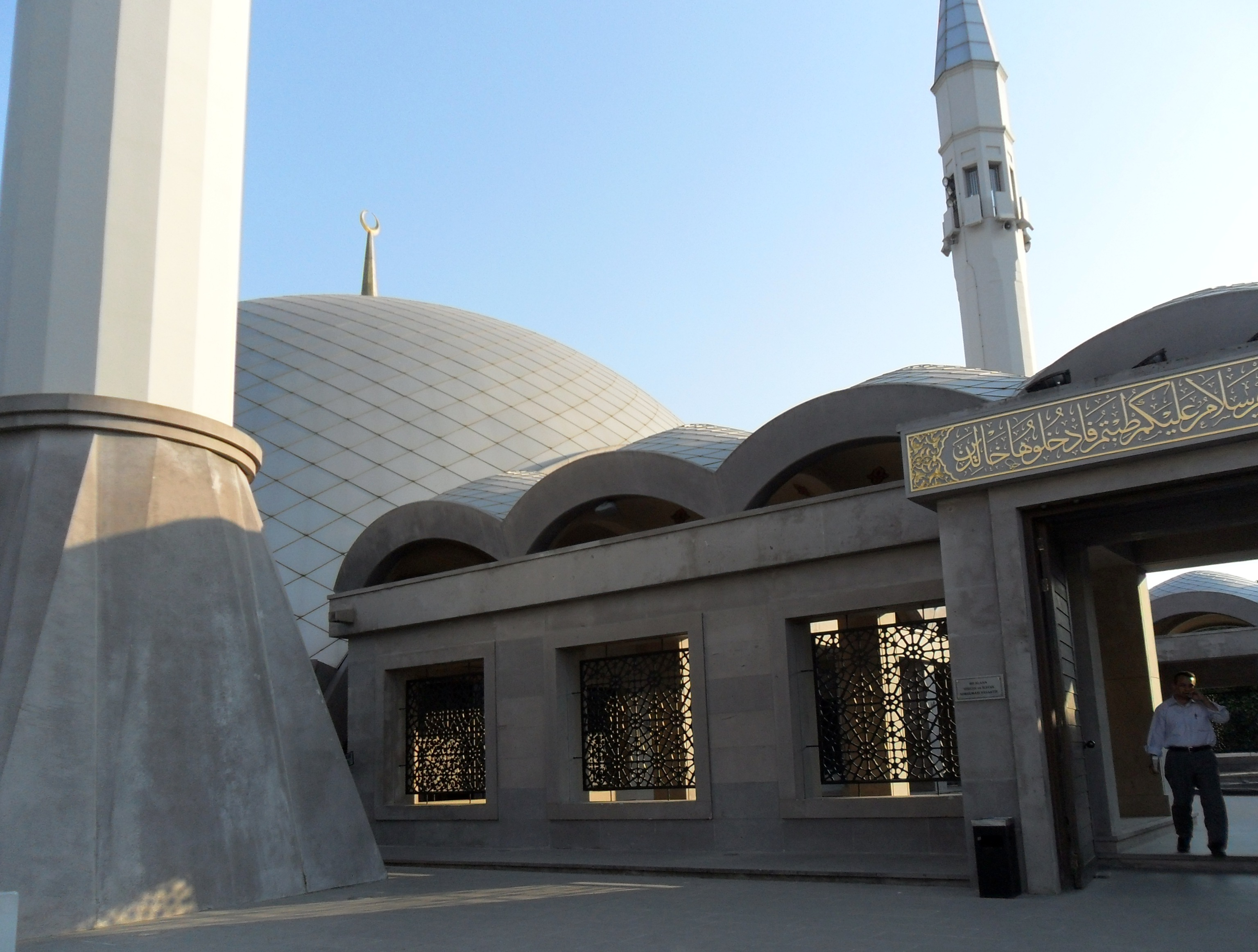
Poarta principală a Moscheei Șakirin

## Vezi si
- Moscheea Çamlıca, proiectată de două femei arhitecte